# Jefrem Alexejewitsch Eschba

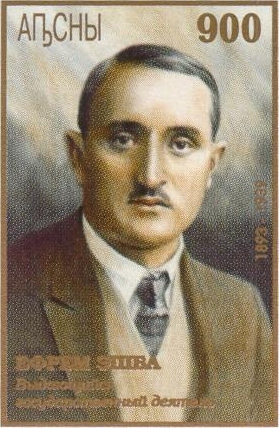
Jefrem Eschba (abchasische Briefmarke, 1997)

Jefrem Alexejewitsch Eschba (russisch Ефрем Алексеевич Эшба; * 7. Märzjul. / 19. März 1893greg. in Agubedia, Rajon Tkuartschal; † 16. April 1939 in Kommunarka) war ein abchasisch-sowjetischer Kommunist.

## Leben
Eschba, Sohn eines Adligen, studierte 1913–1916 an der Universität Moskau ohne Abschluss. 1914 trat er in die Sozialdemokratische Arbeiterpartei Russlands (Bolschewiki) ein.
Nach der Oktoberrevolution wurde Eschba Parrteibezirksvorsitzender und Vorsitzender des Sowjets in Suchumi. Auch wirkte er bei der Gründung der Sowjetischen Gebirgsrepublik mit. 1918–1922 war er Vizevorsitzender des Zentralbüros der kommunistischen Organisation der Völker des Ostens beim Zentralkomitee der KPdSU. Dazu war er Vorsitzender des Militärrevolutionären Komitees Abchasiens (1921–1922),  Vorsitzender des Zentralexekutivkomitees Abchasiens (1922), Volkskommissar für Justiz der Georgischen SSR (1922) und Dritter Sekretär des KP-Zentralkomitees Georgiens. 1924 war er Delegierter auf dem XIII. Parteitag der KPdSU. 1925 wurde er Erster Sekretär des tschetschenischen Organisationsbüros der KPdSU (bis 1927).
Seit 1923 unterstützte Eschba die linke Opposition in der KPdSU. 1927 wurde er wegen Beteiligung an der trotzkistischen Opposition aus der Partei ausgeschlossen, aber 1928 wieder aufgenommen, nachdem er seine Irrtümer eingestanden hatte.
Im Verlauf der Stalinschen Säuberungen wurde er am 11. April 1936 verhaftet, am 15. April 1939 zum Tode verurteilt und am 16. April in Kommunarka erschossen. 1956 wurde er rehabilitiert.